# ソメワケベラ
ソメワケベラ（学名：Labroides bicolor）は、ベラ科に分類される魚類の1種。インド太平洋の岩礁やサンゴ礁に生息し、他の魚の体表を掃除する掃除魚である。体色は青色と黄色の二色に分けられており、同属のホンソメワケベラと比べ、体高が高い。

## 分類と名称
1928年にアメリカの魚類学者であるヘンリー・ウィード・ファウラーとBarton Appler Beanによって、フィリピンのバタンガス州をタイプ産地として記載された。種小名は「二色」という意味で、対照的な二色の色彩を示している。

## 分布と生息地
東アフリカおよびインド洋の島々から、南太平洋のフランス領ポリネシアまで、北は南日本から東南アジアを経て、オーストラリア北西部のグレートバリアリーフおよびロード・ハウ島まで、インド太平洋の熱帯および亜熱帯海域に広く分布する。日本では主に和歌山県以南の南日本太平洋岸、伊豆・小笠原諸島、南西諸島に分布する。
浅い礁原から深いラグーン、外洋側の礁など、水深40m以浅のサンゴが豊富な海域に生息する。幼魚は海底洞窟内で見られる。

## 形態
全長は最大15cm。体は細長く、側扁している。背鰭は9棘と10-11軟条、臀鰭は3棘と9-10軟条から成る。吻は長く、尾鰭は截形。雄は頭部が濃い青色、体の中央部は黒色、後方は黄色であり、尾鰭後縁は黒色である。雌は灰色で、黒い縦縞が入る。幼体は黒色で、黄色の縞模様が入る。

## 生態と行動
雌性先熟の雌雄同体だが、双方向性転換を行う可能性もある。繁殖形態は卵生。クリーニングを行う範囲は広く、日中に頻度が多い。単独や群れでクリーニングを行い、魚の粘液や、ウミクワガタ科などの外部寄生虫を食べる。サザナミハギ、ナガニザ、ブダイ科、ホンソメワケベラなど、さまざまな種のクリーニングを行う。オグロメジロザメやネムリブカなど、板鰓類のクリーニングも行う。夜間は粘液の繭の中で眠ることがある。他の掃除魚と同様に、掃除する対象の魚からの捕食を避けるため、踊るような動きをする。

## 脅威と保全
国際自然保護連合のレッドリストでは低危険種に指定されており、飼育目的で捕獲されているものの、絶滅の危機には瀕していないと考えられる。生息域の一部ではサンゴの劣化が見られる可能性がある。複数の保護区に生息しているが、持続可能な漁獲と取引、採集の影響に関する研究が必要である。